# Portret Tadeusza Błotnickiego z Meduzą
Portret Tadeusza Błotnickiego z Meduzą – obraz olejny autorstwa Jacka Malczewskiego, namalowany w roku 1902. Obecnie dzieło znajduje się w zbiorach Muzeum Narodowego w Warszawie.